# マヌ・トリゲロス
マヌ・トリゲロス（Manu Trigueros、1991年10月17日 - ）は、スペイン・タラベラ・デ・ラ・レイナ出身のサッカー選手。グラナダCF所属。ポジションはミッドフィールダー。

## 経歴
カスティーリャ・ラ・マンチャ州トレド県タラベラ・デ・ラ・レイナに生まれたが、ムルシア州のレアル・ムルシアの下部組織に入団し、2009年にBチームに到達した。2009-10シーズン終了後にムルシアのトップチームがセグンダ・ディビシオン（2部）からセグンダ・ディビシオンB（3部相当）に降格となったため、2010年夏にビジャレアルCFの下部組織に移った。2010-11シーズンは主にCチームの試合に出場したが、2011年6月4日、セグンダ・ディビシオンのレアル・ベティス戦(1-2)でビジャレアルCF Bの試合に初出場し、2012年2月11日、CEサバデイFC戦 (1-3) で初得点を挙げた。2011-12シーズンのビジャレアルBは残留圏内の12位でシーズンを終えたが、トップチームがプリメーラ・ディビシオン（1部）からセグンダに降格したため、ビジャレアルBはセグンダBに強制降格となった。2012年6月、正式にビジャレアルのトップチームに昇格した。
2024年8月8日、グラナダCFに2年契約で移籍した。

## タイトル
ビジャレアル
- UEFAヨーロッパリーグ：1回（2020-21）